# World Wide What?
World Wide What? és una pel·lícula de l'any 2015 britànica escrita i dirigida per Adam Townsend, i produïda per Poppy Gaye de Founders Forum.
La pel·lícula mostra un univers paral·lel on Tim Berners-Lee va fallar a l'hora d'inventar el World Wide Web i l'impacte subsegüent que tindria en les vides d'emprenedors de tecnologia d'alt nivell. La pel·lícula és narrada per Stephen Fry. Va ser finançada per YouTube i King.com, amb Jimmy Wales com a productor executiu.
El guió va ser escrit per Adam Townsend de Freud Comunicacions després de la idea inicial va ser desenvolupat per Jimmy Wales i Founders Forum. Les escenes van ser filmades a Londres, Los Angeles, Nova York, Washington i Suffolk. Les escenes que van tenir lloc a Amèrica va ser dirigides per Declan Masterson.

## Argument
La pel·lícula comença el 1989 a les oficines de l'Organització europea per Recerca Nuclear, també conegut com a CERN, on Tim Berners-Lee està treballant en el seu projecte pel World Wide Web Considera en privat que aquest projecte podria promoure la "pau mundial" i també ajudar la gent "compartint fotografies o gatets". En deixar la seva oficina, Stephen Fry descriu com un ajudant miop podria haver canviat el curs de la humanitat si accidentalment hagués tirat la recerca de  Tim Berners-Lee a la paperera. La pel·lícula llavors descriu una successió d'esquetxos interpretats per  emprenedors global tech forçats a dur a terme anàlogues versions de les seves feines digitals. Per ordre d'aparició:
- Arianna Huffington és una repartidora d'un diari, deixant còpies de paper del Huffington Post per la porta[5]
- Sean Parker és incapaç de mantenir-se ocupat amb Napster i crea el seu propi imperi de polaroids selfie en comptes d'això
- Steve Cas és un carter repartint enormes piles de correu escombraries a persones que repetidament manifesten tens un correu, una frase sinònima amb AOL
- Danny Rimer continua creant els seus propis publireportatges en comptes d'invertir capital de risc en empreses emergents Dropbox
- El fundador de Bebo  Michael Birch intenta desesperadament aconseguir fons  del banc de la màfia Max Levchin, famós per fundar PayPal
- El fundador de Skype Niklas Zennström, com a expert en comunicacions és pregunta com trencar la Màquina d'Enigma.
- Martha Lane Fox, Baronessa Lane-Fox de Soho visita l'home que va ajudar a reflotar lastminute.com per provar i reservar unes vacances.
- Brent Hoberman és un agent de vendes de vacances, desesperadament intentant vendre unes vacances.
- Reid Hoffman és un secretari que utilitza un Rolodex per categoritzar el món sencer
- Michael Acton Smith és un venedor de carrer que ven joguines de Monstres Moshi.
- El fundador de FON Martín Varsavsky és un televenedor que pregunta si volen un tracte nou en el seu 'fon'
- Jonathan Goodwin (enprenedor) és un caçador que busca un Unicorn (finança)
- El fundador de Candy Crush i de king.com Ricardo Zucconi està venent llaminadures en una botiga de caramels.
- Michael Bloomberg encara està treballant a Bloomberg, però com a periodista que treballa en l'edició més tardana del seu diari
- Jimmy Wales encara creu en els principis de Viquipèdia mentre treballa com a bibliotecari, animant les persones a fer edicions de llibres